# 都留市站
都留市站（日语：／ Tsurushi eki */?）是一個位於日本山梨縣都留市都留一丁目，屬於富士急行大月線的車站，車站編號為FJ06。

## 歷史
- 1929年（昭和4年）6月19日：作為谷村橫町站開業。
- 1965年（昭和40年）3月1日：改名都留市站。

## 車站結構
島式月台1面2線的地面車站。

### 月台配置
| 月台 | 路線        | 方向 | 目的地                             |
| ---- | ----------- | ---- | ---------------------------------- |
| 1、2 | ■富士急行線 | 下行 | 富士山、富士急高原樂園、河口湖方向 |
| 1、2 | ■富士急行線 | 上行 | 大月、東京、甲府方向               |

## 使用情況
2013年度（平成26年度）1日平均上下車人次為483人。

## 相鄰車站
富士急行
■大月線
赤坂（FJ05）－都留市（FJ06）－谷村町（FJ07）

## 外部連結
- 都留市站 （页面存档备份，存于） - 富士急行